# ヘリポート

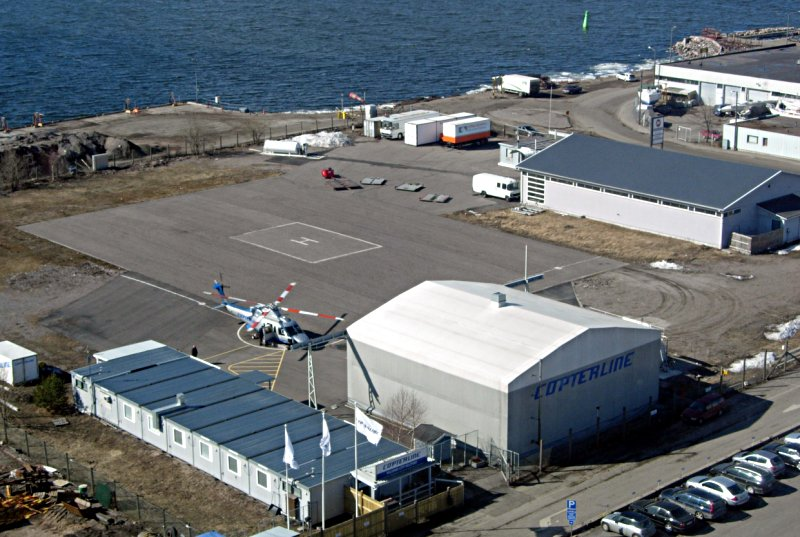
フィンランドのヘルシンキにあるヘルネサーリ・ヘリポート

ヘリポート (英語: heliport) もしくはヘリ発着場（ヘリはっちゃくじょう）とは、ヘリコプター専用の離着陸場のことである。またその敷地内でヘリコプターが離着陸する場所のみを指す場合はヘリパッド（英: helipad）という。
なお、高層建築物の屋上に設置されるものは緊急離着陸場と呼ばれ、航空法に定めるヘリポートとは異なる非常用の設備である。

## 概要

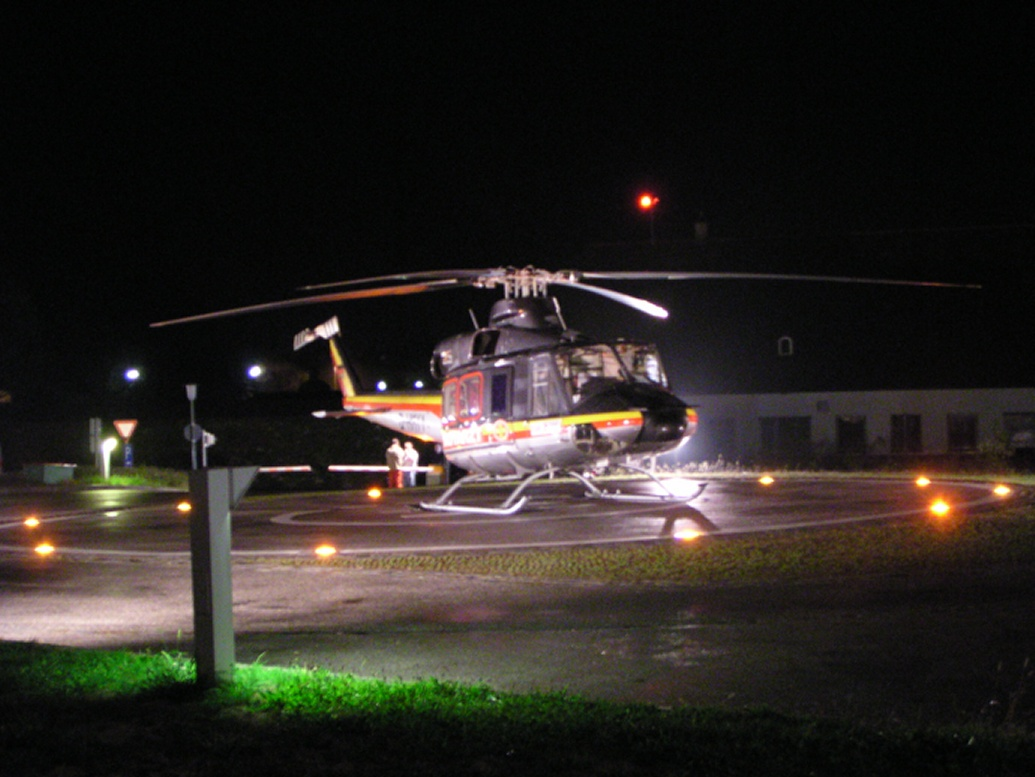
ヘリポート上のベル 412

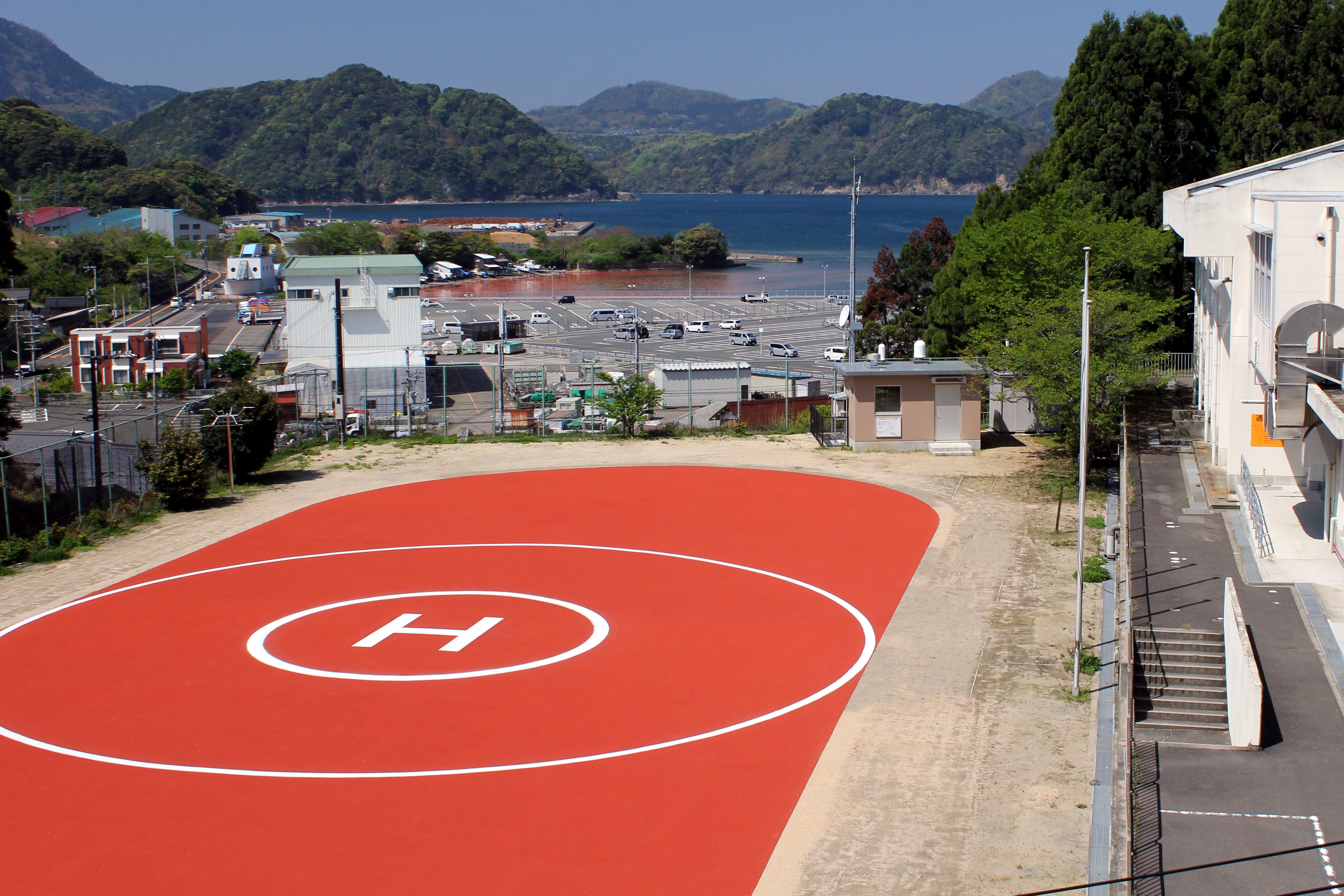
廃校跡に設置された飛行場外離着陸場（高浜町 旧音海小中学校）

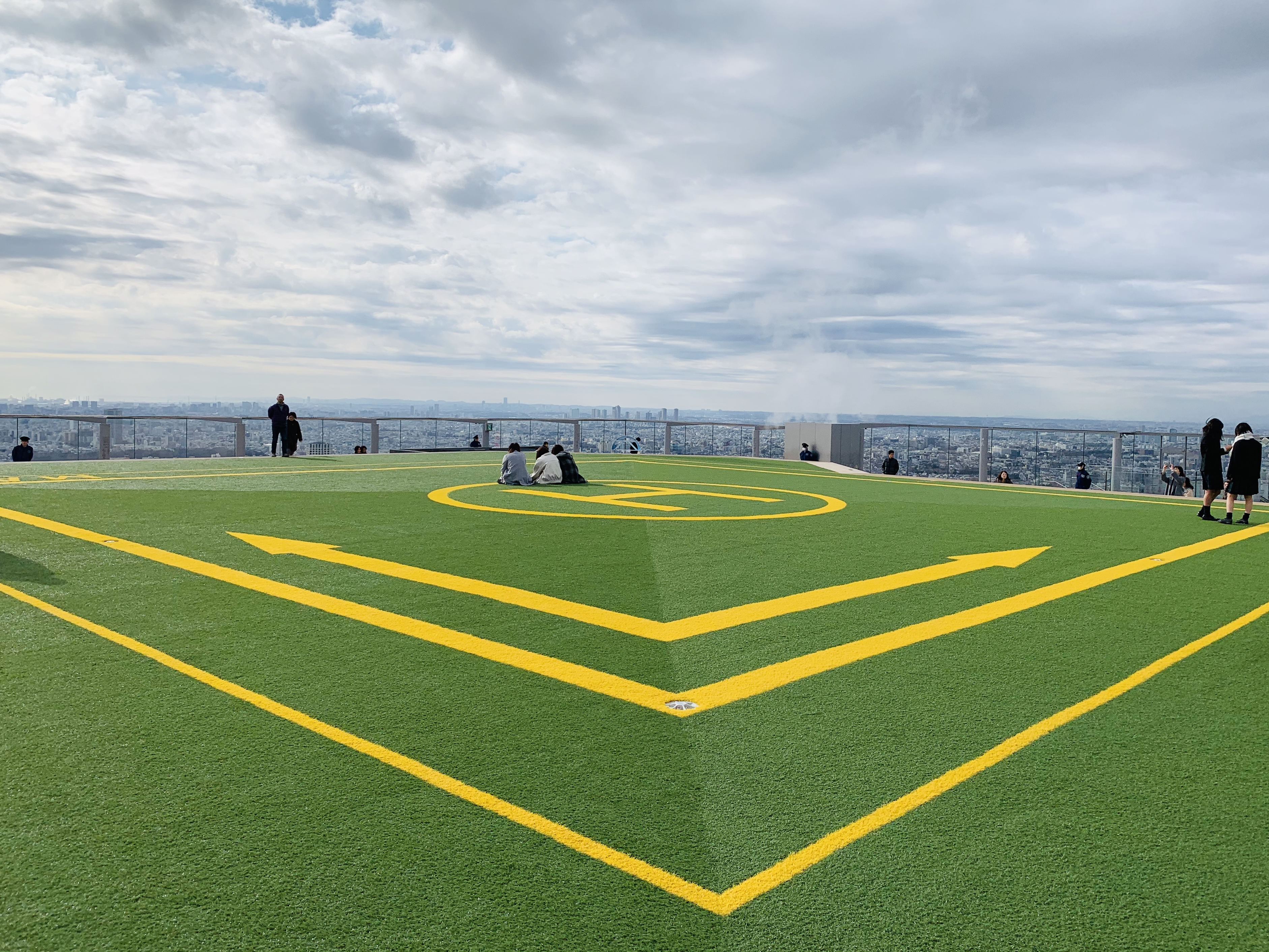
高層ビル屋上の緊急離着陸場（渋谷スクランブルスクエア東棟）

通常の（飛行機）の離着陸においては、長大な滑走路が整備された飛行場が必要となる。これに対して、ヘリコプターはその垂直離着陸性能を活かし、比較的狭隘な場所においても離着陸が可能である。このヘリコプター専用に整備された離着陸場をヘリポートと呼ぶ。
整備されたヘリポートにおいては、滑走路が非常に小規模で済む以外は通常の空港と同様の航法保安設備および航空機材支援設備が求められる。すなわち、通信設備や気象観測機材、機体格納庫などである。ヘリコプターの離着陸コースの空域確保や駐機施設等も必要である。
簡易的なヘリポートいわゆる飛行場外離着陸場においても、ヘリコプターが離着陸できる十分な強度のある接地面が最低限必要となる。簡易的なヘリポートとして草原・耕地などが用いられることもある。また、ヘリポートとは別に火事や災害時のみにしか利用されない高層ビルの屋上に設置される緊急離着陸場および緊急救助スペースがあるが、繰り返し離着陸が可能なヘリポートとは構造的に大きく異なる。屋上ヘリポートへの繰り返し離着陸を前提とした場合、公共・非公共用ヘリポートの設置基準を準用するのが適当であり、設計にあたっては様々な配慮が必要になる。

## 日本における位置づけ
日本においては
1. 航空法第38条ほかが適用される「公共・非公共用ヘリポート」[注釈 2]
2. 航空法79条但し書きが適用される「飛行場外離着陸場」
3. 消防庁の指導の下、各自治体消防の基準によって高層ビルの屋上に設置される「緊急離着陸場」および「緊急救助スペース」

の3種類に分類される。
空港等（公共・非公共ヘリポート、空港およびその他の飛行場）
日本の航空法で定めるヘリポートとは「公共用ヘリポート」と「非公共用ヘリポート」のみを指す。
国土交通省が「公共用ヘリポート」として告示している施設は以下の12箇所である。
- 豊富ヘリポート（北海道天塩郡豊富町）
- 米沢ヘリポート（山形県米沢市）
- 栃木ヘリポート（栃木県芳賀郡芳賀町）
- 群馬ヘリポート（群馬県前橋市）
- 高崎ヘリポート（群馬県高崎市）
- 東京都東京ヘリポート（東京都江東区）
- 静岡ヘリポート（静岡県静岡市葵区）
- 若狭ヘリポート（福井県小浜市）
- 津市伊勢湾ヘリポート（三重県津市）
- 奈良県ヘリポート（奈良県奈良市）
- 広島ヘリポート（旧広島西飛行場、広島県広島市西区）
- 枕崎ヘリポート（旧枕崎飛行場、鹿児島県枕崎市）

「非公共用ヘリポート」は各地の警察本部やドクターヘリの拠点病院など89箇所である。非公共用ヘリポートについては日本の空港#非公共用ヘリポート参照。
ヘリポートの設置に関する基準は航空法並びに施行規則に細かく示されている。「公共用ヘリポート」と「非公共用ヘリポート」の最も大きな違いは法的な制限力にある。「公共用ヘリポート」の飛行ルート下には飛行障害となるようなビルやアンテナは建てることができない。樹木も飛行障害となるほど成長した場合は伐採等を求めることができる。一方「非公共用ヘリポート」にはそのような法的拘束力がなく、飛行ルート下にビルなどが建ち飛行障害となると「非公共用ヘリポート」の許可が取り消されることがある。
飛行場外離着陸場
運航者が申請し、国土交通大臣の許可を受けたもののみが利用できる臨時ヘリポートで、空港等に分類されるヘリポートに比べると基準が緩和されている。「公共用ヘリポート」「非公共用ヘリポート」のほかに臨時的にヘリコプターの発着が許可される場所を「飛行場外離着陸場」と言う。農薬散布や物資輸送など飛行の目的を達成するために事前に申請し、国土交通大臣から離着陸を許可された場所を言う。事前申請し許可されたヘリ以外は離着陸できず、民間利用のヘリにあっては地上への離着陸だけが許可され、屋上への離着陸はドクターヘリ、消防防災ヘリ等の利用に限り許可される。ドクターヘリの離着陸などに繰り返し利用される病院施設には本来「非公共用ヘリポート」を設置すべきであり、国土交通省もそのように指導している。しかし飛行目的が一定であり限られたヘリコプターしか利用しないため最近ではこの「飛行場外離着陸場」で対応する事例が増えている。ただし、病院屋上等の構築物上の離着陸帯の強度や構造に関しては「非公共用ヘリポート」と同等の基準で設置する必要がある。
なお海上保安庁のヘリコプター搭載巡視船（PLH）では、ヘリコプター甲板に所定の設備を設置するとともに、船体にもフィンスタビライザーを設置するなどの配慮を施すことで、臨時ヘリポートとしての認可を取得している。
緊急離着陸場
災害時など、緊急の場合にしか利用できないヘリコプター離着陸場で、高層建築物の屋上等に設置されている。航空法上のヘリポートとは異なり、平常時の離着陸は禁止されている（平常時に利用する場合は非公共用ヘリポートの許可を受ける必要がある）。設置基準については統一されておらず、各自治体で異なっている。
類似のものとして、着陸はできないがホバリングによる災害活動に対応する「緊急救助用スペース」を設置する例もある。
2022年4月、東京消防庁では緊急離着陸場の設置基準を改定し、航空法の飛行場外離着陸場の許可基準との整合を図るなど社会ニーズの変化に対応する見直しを行っている。
また、ドクターヘリが学校の校庭などの広場に着陸する場合があるが、これは航空法第81条の2（捜索又は救助のための特例）により、航空法施行規則第176条3項「救急医療用ヘリコプターを用いた緊急医療の確保に関する特別措置法」を適用したもので、これは緊急時には航空法によって制限された場所（空港等および場外離着陸場）以外にも離着陸することができるためである。
最近では、山梨県南巨摩郡富士川町が「富士川リバーサイドパーク構想」を基に「道の駅富士川」に隣接する河川敷を利用し「富士川ヘリポート（公共用）」の認可、運営を目指している。非公共用では制約が多いため、ヘリポートの使用区分を公共用として申請し、観光やレジャーなどを目的とした民間のヘリコプターや、次世代モビリティも離着陸できる「公共用ヘリポート」の整備を進める計画がある。

## 大きさ・強度・素材

### 大きさ（面積）
地上ヘリポートと屋上等の構築物上ヘリポートで着陸帯面積は異なる。
地上ヘリポートは着陸する機体の投影面の全長全幅以上、構築物上（屋上）ヘリポートは着陸する機体の投影面の全長全幅の1.2倍以上でなければならない。

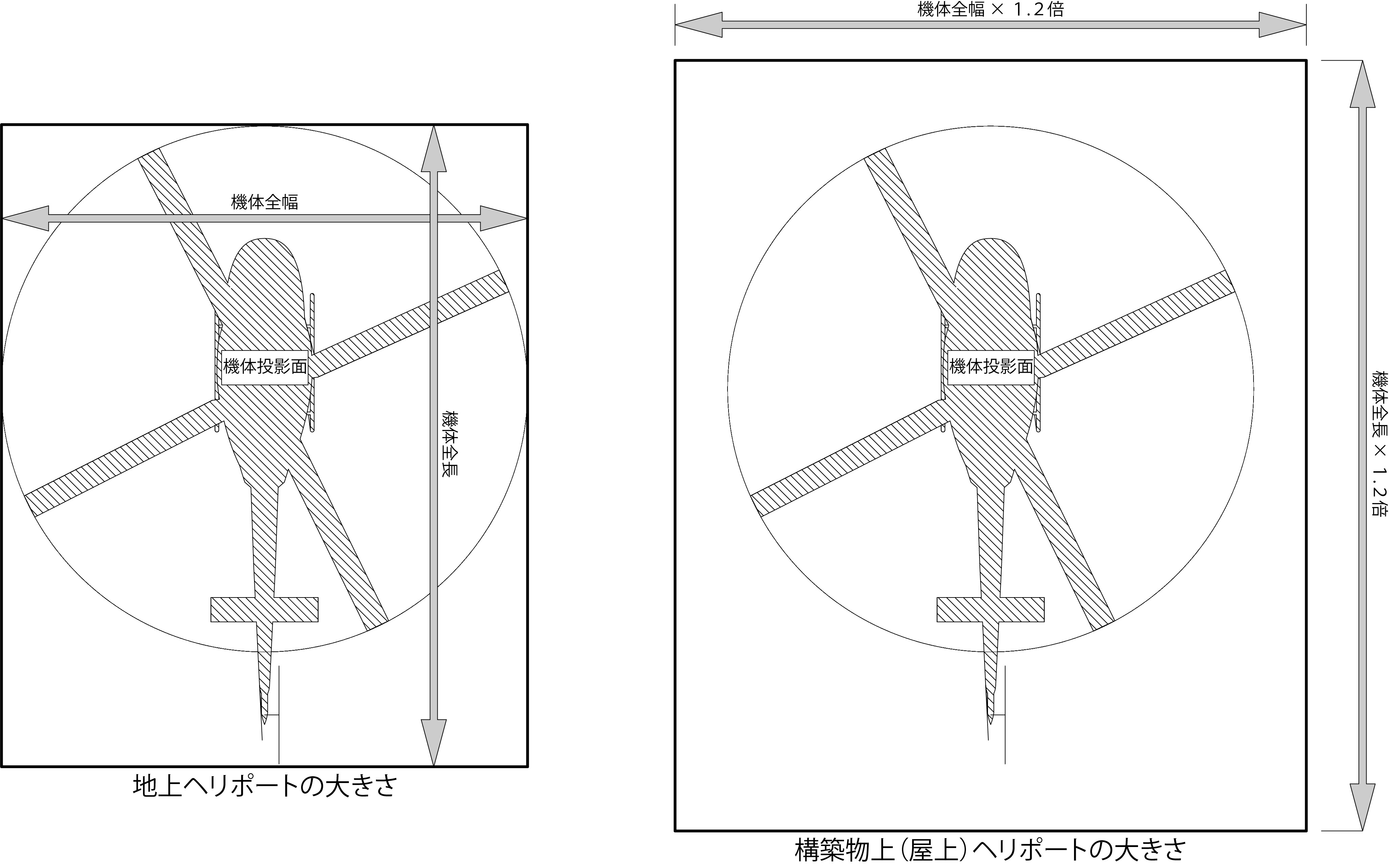
地上・構築物上（屋上）ヘリポートの大きさ

### 強度
地上ヘリポートは着陸する機体の最大離陸重量とその利用頻度によって地盤厚が異なる。
構築物上（屋上）ヘリポートはICAO基準に準ずるもので最大離陸重量の3.25倍を支持できなければならない。（構造材も含む）曲げ応力としては（スキッドもしくは脚の）2点で、床面の超短期せん断応力（パンチングシャー）は1点にかかる荷重として、それに耐える強度が必要である。なお、ヘリポートは反復利用が前提であるため、防水層上の保護モルタルもこの強度に耐えなければならない。 

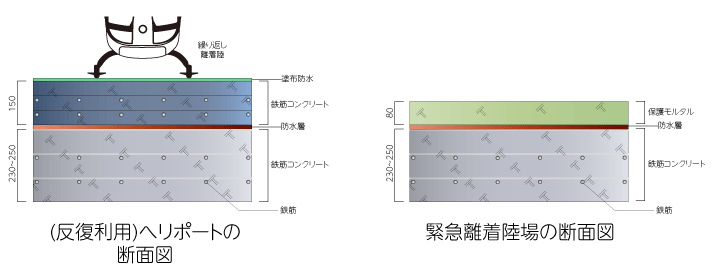
ヘリポートと緊急離着陸場の断面比較図

### 素材
地上ヘリポートではコンクリート製、アスファルト製の2種類。比較的狭いヘリポートはコンクリートで、広いヘリポートはアスファルトで作られることが多い。全体はアスファルトだが、実際にヘリが接地する場所のみコンクリートで作られることもある。構築物上（屋上）ヘリポートではコンクリート製が多かったが、近年北米や欧州などでアルミデッキ製の普及が進んでいる。